# Lombardo della Seta
Lombardo della Seta (Padova, prima metà del XIV secolo – Venezia, 11 luglio 1390) è stato un umanista e letterato italiano amico del Petrarca, del quale fu discepolo nell'apprendimento dei valori umanistici e custode della sua opera letteraria.

## Biografia

### Discepolo di Petrarca
Lombardo della Seta (nel testamento di Petrarca e nelle epistole salutatiane denominato come Lombardus a Serico) nacque a Padova in un anno imprecisato della prima metà del XIV secolo. Membro di un'agiata e ricca famiglia impegnata nel commercio della seta, Lombardo, figlio di tale Jacopo, si avvicinò agli ideali dell'umanesimo petrarchesco a partire dal 1356, allorché Petrarca cominciò sempre più a risiedere a Padova, trasferendosi definitivamente nel 1360. Qui Lombardo coltivò l'amicizia col poeta aretino insieme ad altri intellettuali padovani (Giovanni d'Andrea, Pietro da Moglio, Lodovico dei Lambertazzi, Giovanni di Conversino), divenendo, tra il 1367 e il 1374, una figura di fondamentale importanza per l'ormai anziano Petrarca. Difatti, dopo che Giovanni Malpaghini si licenziò dal posto di copista di Petrarca (1367), Lombardo si offrì subito come suo sostituto, divenendo de facto anche il segretario del poeta e intimo conoscitore dei suoi progetti letterari. Da quell'anno fino alla morte del Petrarca, avvenuta nella notte del 18 luglio del 1374, il della Seta visse ad Arquà insieme al maestro, entrando in rapporti famigliari anche con la sua famiglia, costituita dalla figlia naturale Francesca e dal marito di lei Francescuolo da Borsano, ed impegnandosi in attività che eludevano il campo strettamente letterario, quali la cura del giardino della casa del poeta.

### Custode dell'opera petrarchesca
Se Francescuolo fu l'erede dei beni materiali del suocero, il della Seta, per l'intimità con cui era entrato in contatto con Petrarca, fu riconosciuto dagli ammiratori di quest'ultimo come custode della memoria e dell'opera petrarchesca. Fino alla sua morte, avvenuta l'11 luglio del 1390 a Venezia, Lombardo fu in contatto con umanisti del calibro del cancelliere della Repubblica fiorentina, Coluccio Salutati, e con il signore di Padova, Francesco da Carrara, anche lui ammiratore di Petrarca. Il primo richiese a Lombardo alcuni codici dell'Affrica (desiderava infatti vederla pubblicata) e di altri scritti, mentre il secondo richiese con insistenza il completamente dell'incompiuto De viris illustribus col fine di ornare la sua biblioteca personale, ricevendo come premio di essere ritratto, dal pittore Altichiero, al fianco di Petrarca nella stanza destinata a raccogliere il corpus petrarchesco, la Sala virorum illustrium. La sua autorità culturale si estese ben presto anche ad altri giovani umanisti ed intellettuali desiderosi di ricevere codici o notizie su Petrarca: Lapo da Castiglionchio il Giovane, Giovanni Dondi, Francesco Zabarella, Pier Paolo Vergerio, Coluccio Salutati, Guido del Palagio e Luigi Marsili. Nonostante ciò, Lombardo della Seta è ricordato quale letterato «mediocre per ingegno e per dottrina» da Giuseppe Billanovich, il quale non nasconde anche la sua imperizia nel guidare la riorganizzazione dell'immensa biblioteca del Petrarca e nella divulgazione delle opere del maestro.

### La fine
Il 1388 segna una brusca interruzione dell'opera di catalogazione del della Seta: la signoria dei Carraresi, difatti, viene scacciata dalle truppe di Gian Galeazzo Visconti che, anche lui ammiratore del Petrarca, ordinò la traslazione a Pavia della biblioteca dell'aretino. Lombardo, sperando di ottenere qualche incarico dal vincitore, lo seguì a Milano ove si era già formato il nucleo del futuro umanesimo lombardo, guidato da Pasquino Capelli e Antonio Loschi. Quando però, nel giugno del 1390, vide ritornare a Padova grazie alle armi venete il figlio di Francesco il Vecchio, Francesco Novello, le speranze per il Della Seta di rientrare nella città natia si spensero. L'astio di Francesco Novello per il suo tradimento filo-visconteo fu tale che proibì al Della Seta di essere sepolto nell'arca in cui si trovava il corpo dell'amato maestro Petrarca ad Arquà, ordinandone la sepoltura in esilio, e più precisamente a Venezia.